# Arznei-Mohn
Der Arznei-Mohn (Papaver bracteatum), auch „Armenischer Mohn“ genannt (nicht zu verwechseln mit der ebenso genannten Art Papaver armeniacum!), ist eine Pflanzenart aus der Gattung Mohn (Papaver) innerhalb der Familie der Mohngewächse (Papaveraceae). Der Arznei-Mohn ist in Gebirgsregionen im nördlichen Iran und im Kaukasusraum beheimatet. In den gemäßigten Gebieten werden Sorten des Arznei-Mohns als Zierpflanzen verwendet. Wegen ihres hohen Gehaltes am Alkaloid Thebain wird sie als Arzneipflanze kultiviert.

## Beschreibung und Ökologie

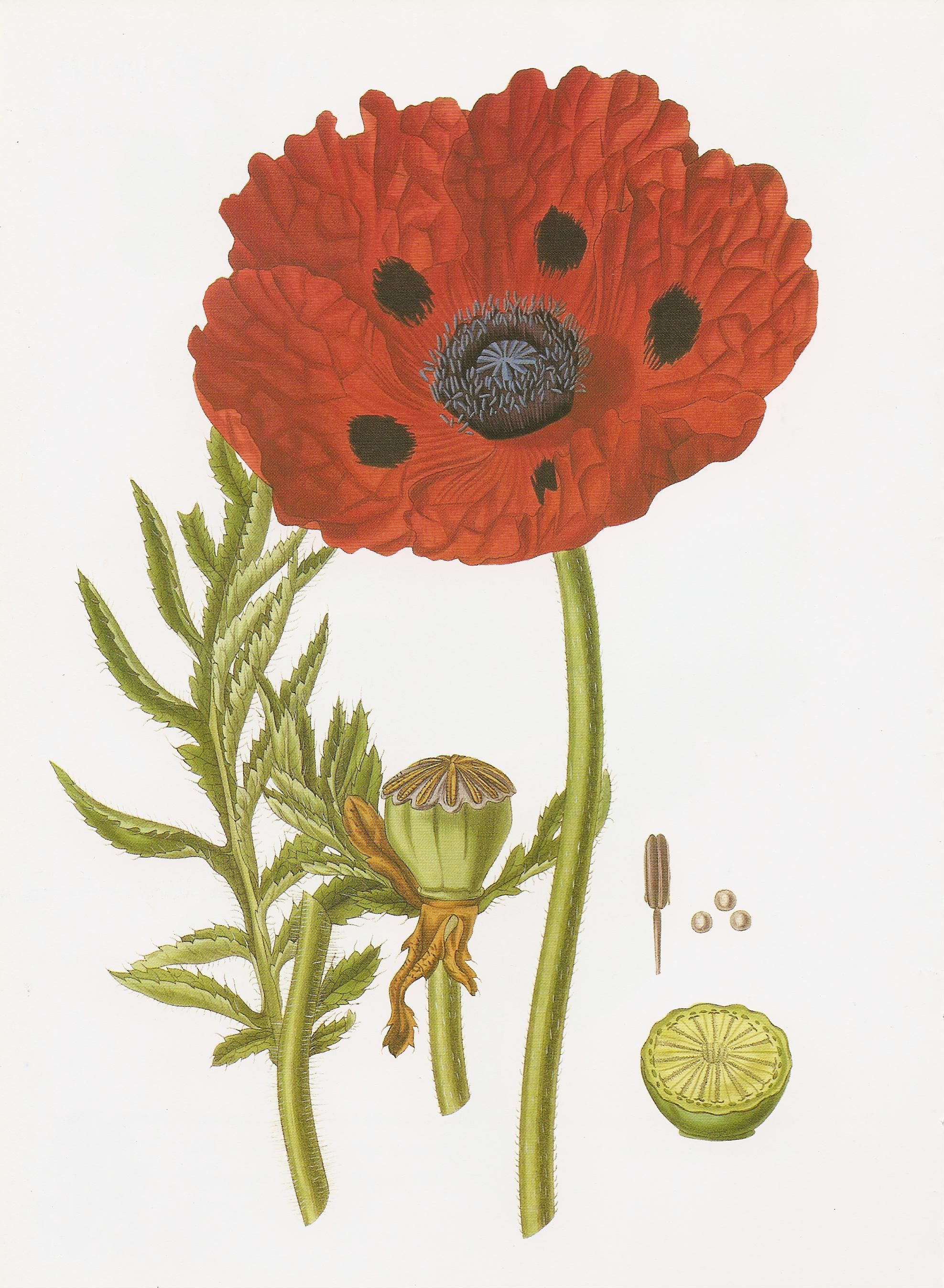
Illustration

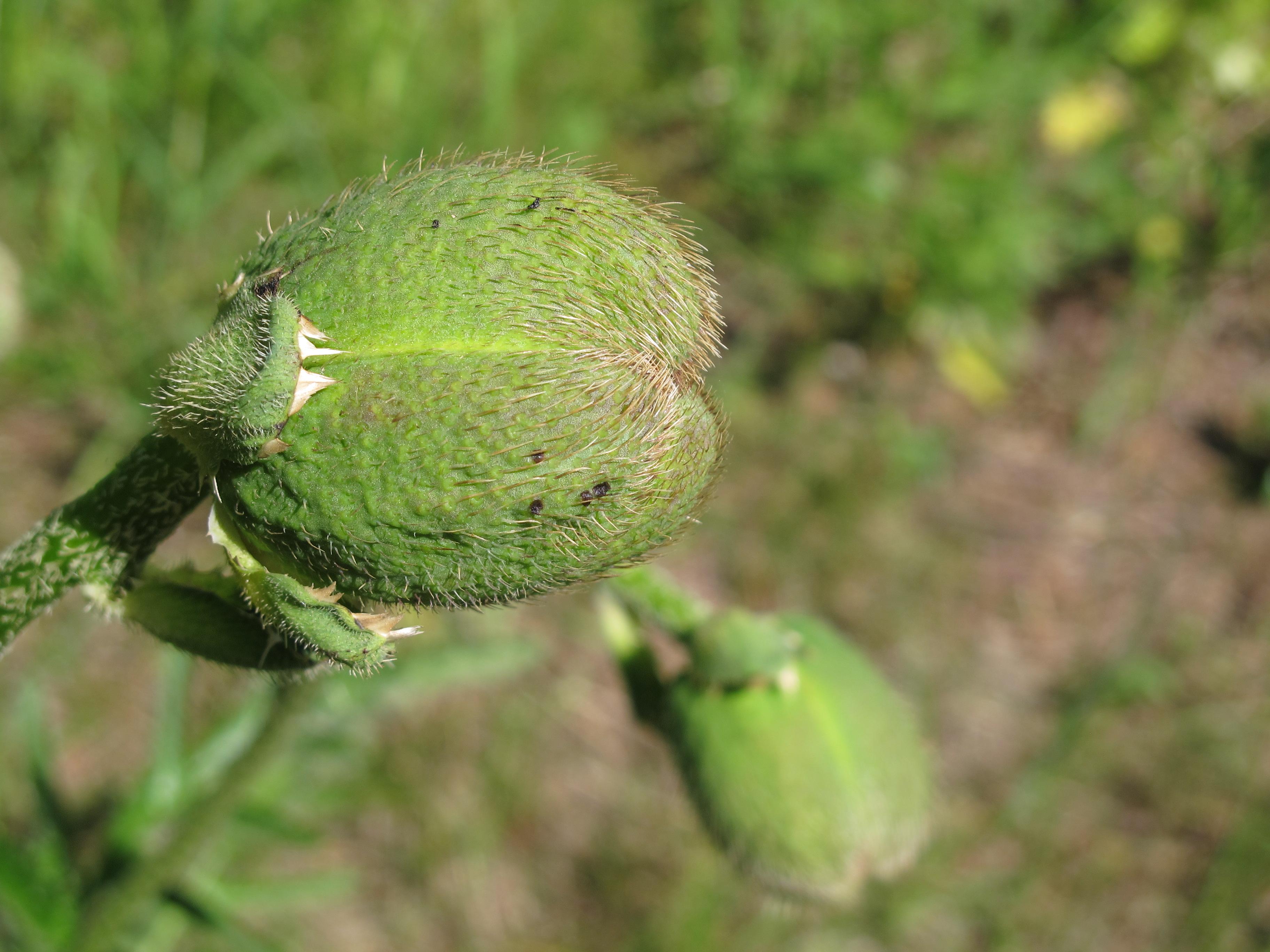
Blütenknospen: die zwei Kelchblätter schützen die Kronblätter

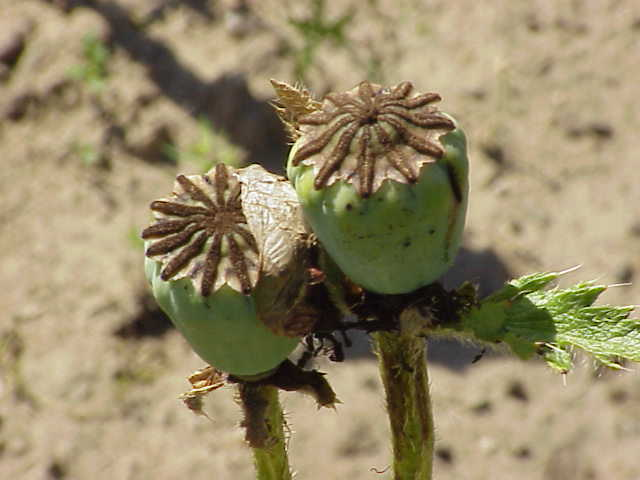
Unreife Kapselfrüchte

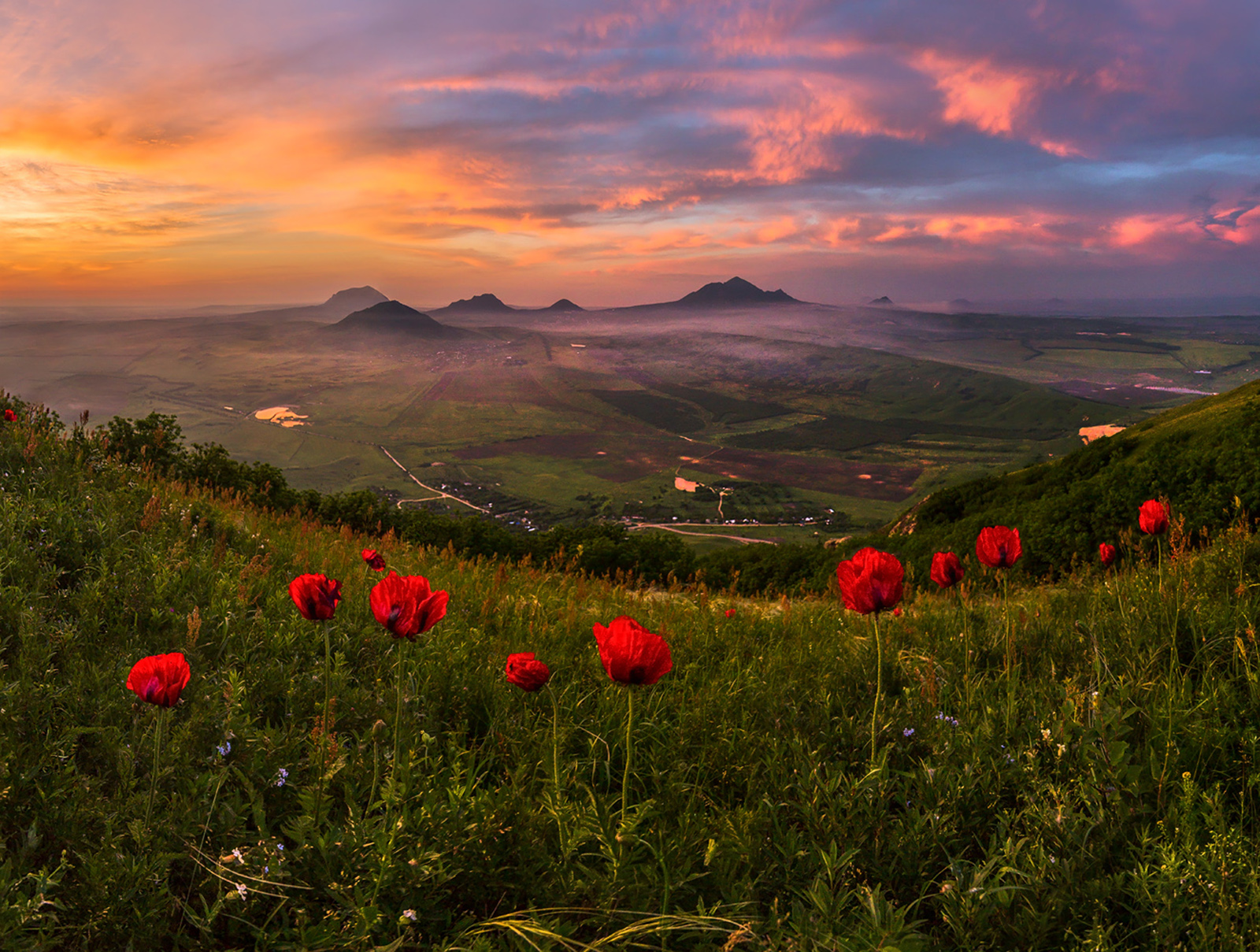
Bestand bei Mineralnyje Wody im Kaukasus

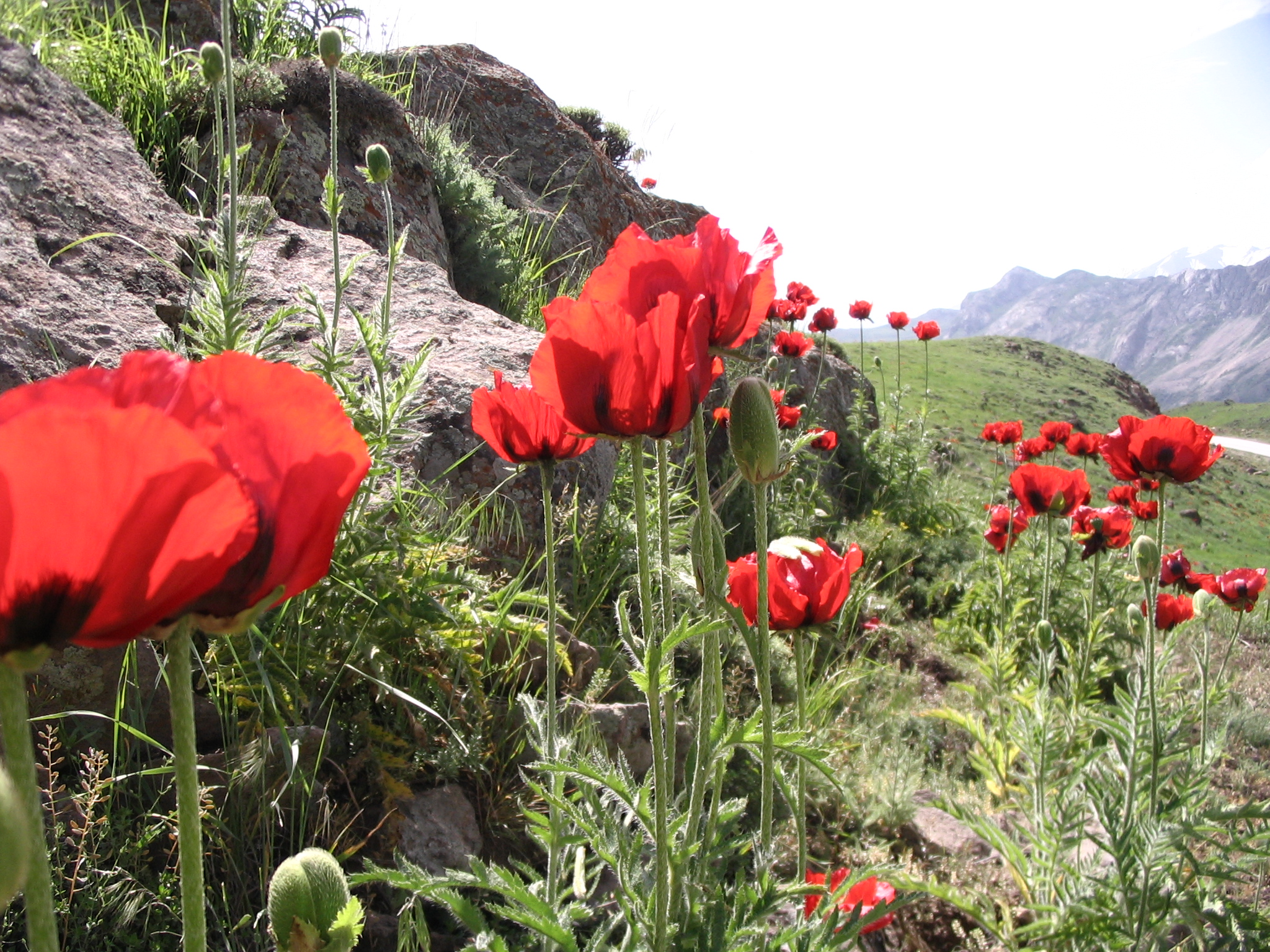
Vorkommen im Iran

### Vegetative Merkmale
Der Arznei-Mohn wächst als ausdauernde, krautige Pflanze und erreicht Wuchshöhen bis 120 Zentimetern. Aus der grundständigen Blattrosette wachsen mehrere aufrechte oder aufsteigende, robuste Stängel mit 3 bis 5 Millimetern Durchmesser mit je einer einzelnen Blütenknospe an der Spitze. Am Stängel entlang wachsen aus fünf bis acht Knoten wechselständig angeordnete Laubblätter. Sie sind in Blattstiel sowie Blattspreite gegliedert. Die Laubblätter in der Blattrosette sind 15 bis 30 Zentimeter lang und am Stängel nach oben hin kürzer. Die graugrünen, fiederspaltigen Blattspreiten sind in lanzettische parallele Segmente unterteilt und sind gesägt. Die Stängel und Blätter sind mit langen weißen Borsten behaart.

### Generative Merkmale
Die Blütezeit reicht von Mai bis Juni. Unterhalb der Blüte befinden sich ein bis vier kelchblattartige, 2 bis 5 Zentimeter lange, ovale Blätter (Vorblätter), die zum wissenschaftlichen Artepitheton bracteatum führen. Am Ende der Stängel befinden sich aufrecht sitzende Blüte.
Die zwittrige Blüte ist schüsselförmig und mit einem Durchmesser von 10 bis 18 Zentimetern radiärsymmetrisch. Die breiten, in der Regel fünf tiefroten oder scharlachroten Kronblätter sind bei einer Länge von 7 bis 12 Zentimetern verkehrt-eiförmig. Am Grund der Blütenkrone besitzen sie einen etwa 1 Zentimeter großen schwarzen Fleck, der „länger als breit“ ist. Der Fruchtknoten ist oberständig. Die vielen dunklen Staubblätter sind dicht angeordnet und ihre Staubbeutel sind violett-schwärzlich.
Die Samen reifen im Juli. Aus den Öffnungen, unter dem Deckel der kugel- bis eiförmigen, 2 bis 4 Zentimeter langen Porenkapsel fallen die Samen, wenn der Stängel im Wind schwankt. 

### Chromosomenzahl
Die Chromosomenzahl beträgt 2n = 14.

## Ähnliche Arten
Vom nahe verwandten und sehr ähnlich aussehenden Orientalischen Mohn (Papaver orientale) unterscheidet er sich hauptsächlich durch seine scharlachrote Blütenfarbe. Der Namenszusatz bracteatum nennt bereits ein wichtiges Unterscheidungsmerkmal, die drei bis acht Vorblätter (Brakteolen) direkt unterhalb der Kelchblätter. Damit sind nicht die direkt am Blütenstiel ansitzenden Laubblätter gemeint, die auch beim Orientalischen Mohn direkt unterhalb der Blüte auftreten können.
Der Arznei-Mohn ist dem Orientalischen Mohn (Papaver orientale) sehr ähnlich, er unterscheidet sich aber durch folgende Merkmale:
- die drei bis acht Vorblätter direkt unterhalb der Kelchblätter. Beim Orientalischen Mohn sind diese nicht vorhanden. Es sind hier nicht die gelegentlich auch direkt unterhalb der Kelchblätter am Blütenstiel ansitzenden Laubblätter gemeint, die auch beim orientalischen Mohn gelegentlich auftreten.
- die tiefrote Färbung der Blüte, verglichen mit der eher orangeroten Blüte des Orientalischen Mohns
- der robuste Stiel
- beim Arznei-Mohn sind die Blütenknospen immer aufrecht, wohingegen sie beim Orientalischen Mohn leicht nickend sind (nicht so deutliche ausgeprägt wie beim Klatschmohn). Die voll entwickelte Blüte steht aber bei beiden Arten aufrecht.

Die Verbreitungsgebiete von Arznei-Mohn und Orientalischem Mohn überschneiden sich an einigen Stellen. Dort kommt es zur Entstehung von natürlichen Hybriden.

## Vorkommen
Der Arznei-Mohn ist im nordöstlichen asiatischen Teil der Türkei, im nördlichen Iran, in Armenien, Aserbaidschan und im südlichen Russland verbreitet. Er wächst in trockenen Steppen und Gebirgen in Höhenlagen von 500 bis 2000 Metern. Er gedeiht am besten auf Böden vulkanischen Ursprungs.

## Systematik

### Taxonomie
Die Erstbeschreibung von Papaver bracteatum erfolgte 1821 durch John Lindley in Collectanea Botanica, Tafel 23. Synonyme für Papaver bracteatum Lindl. sind: Papaver pollakii Kerner, Papaver lasiothrix Fedde, Papaver orientale sensu Karjagin non L.

### Botanische Geschichte
Der Arzneimohn wurde 1818 durch Friedrich Ernst Ludwig von Fischer, einem Mitarbeiter des kaiserlichen Botanischen Gartens in St. Petersburg nach Europa eingeführt. Die Samen stammten vermutlich aus dem Kaukasus.

## Verwendung
Die dekorativen Sorten werden weltweit als Zierpflanze genutzt, oft auch Kreuzungen mit dem sehr ähnlichen Orientalischen Mohn (Papaver orientale). An sonnigen Standorten ist der Arznei-Mohn sehr einfach zu kultivieren.
Der Milchsaft der Kapselfrucht enthält um die 6 % Alkaloide, deren wichtigste Vertreter das Oripavin und das Thebain sind. Beide sind strukturell mit Morphin verwandt, das aber selbst in der Pflanze nicht nachgewiesen werden konnte. Aus dem Alkaloid Thebain lassen sich auf industriellem Weg Codein und andere Analgetika herstellen. Bei gezüchteten Kultursorten des Arznei-Mohns macht Thebain bis zu 98 % des Alkaloidgehalts aus.
Zur Morphingewinnung empfiehlt die Weltgesundheitsorganisation (WHO) den Anbau von Arznei-Mohn. Im Gegensatz zum Schlafmohn (Papaver somniferum) kann das medizinisch notwendige Morphin aus dieser Mohn-Art nur mit Hilfe industrieller Verfahren gewonnen werden. Missbrauch soll auf diese Weise erschwert werden. Von einer erfolgreichen Umsetzung dieser Maßnahme ist man heute aber weit entfernt.
Das Betäubungsmittelgesetz verbietet den ungenehmigten Anbau und Vertrieb aller Teile der Pflanze. Mit der zweiten Verordnung (2. BtMÄndV) wurde 1986 die Nutzung als Zierpflanze und der freie Vertrieb der Samen zugelassen.